# Лате (острів)
Лате (тонг. Late, англ. Late) — острів у західній частині острівної групи Вава'у округу Вава'у (Королівство Тонга), в південно-західній частині Тихого океану.

## Географія
Острів вулканічного походження, має майже правильну круглу форму. Лежить у вулканічній дузі Тофуа, розташований за 65 км на захід — південний захід від основного острова групи — Вава'у та за 113 км на північ — північний схід від острова Тофуа. Площа острова — 17,4 км². Він простягся з заходу на схід на 5,3 км, при максимальній ширині більше 4,4 км. Довжина берегової лінії 28,8 км. Максимальна висота острова, крайка кратеру вулкана — 540 м. Постійне населення на острові відсутнє.
Клімат острова вологий, тропічний. Присутні загрози виникнення циклонів та землетрусів.

### Вулкан
Вулкан на вершині містить 400 метровий кратер з непостійним озером площею 150 м². Великий, переважно занурений під воду базальтово-андезитовий вулкан піднімається на 1500 м від морського дна, його конічна вершина сягає 540 м над рівнем моря. Шестигранні конуси знаходяться на північ від вершини кратера, на заході і півночі півколом розташоване плато на 100—150 м нижче вершини, а також на північно-західному узбережжі. Лише два виверження офіційно зафіксовані в історичні часи, що призвели до вибухової діяльності та витікання лави в 1790 і 1854 роках, з індексом вулканічної експлозивності (VEI) — 2. Про більш раніші виверження офіційні дані відсутні.

## Історія
Острів Лате був вперше відкритий європейцями у 1642 році, голландським мандрівником Абелем Тасманом.